# 105号州际公路 (俄勒冈州)
105號州際公路（Interstate 105，簡稱I-105）建於1956年，是美國州際公路系統中5号州际公路在俄勒岡州尤金附近的輔助線，全長4.1英里（6.60）。105號州際公路可以直接進入尤金市區，節省不少交通時間。

## 外部連結
Interstate 105